# Yvrench
Yvrench és un municipi francès situat al departament del Somme i a la regió dels Alts de França. L'any 2007 tenia 281 habitants.

## Demografia

### Població

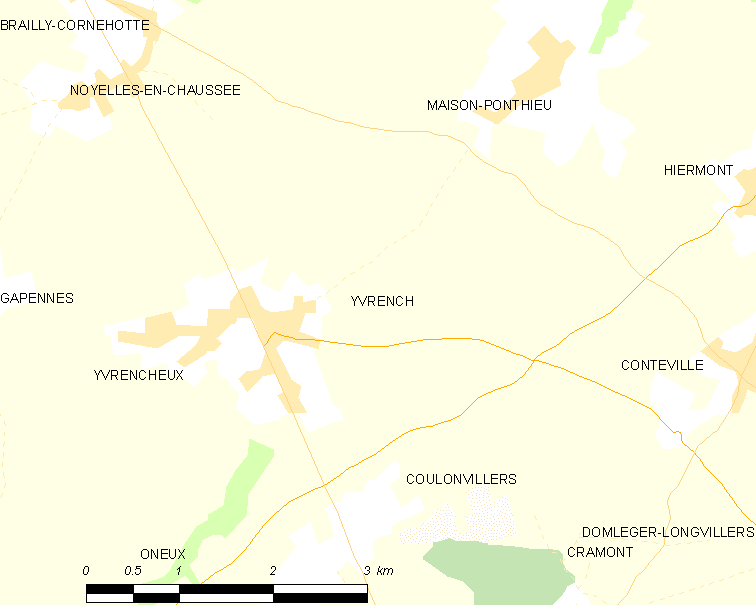
mapa del municipi

El 2007 la població de fet de Yvrench era de 281 persones. Hi havia 97 famílies de les quals 21 eren unipersonals (17 homes vivint sols i 4 dones vivint soles), 30 parelles sense fills, 42 parelles amb fills i 4 famílies monoparentals amb fills.
La població ha evolucionat segons el següent gràfic:
Habitants censats

### Habitatges

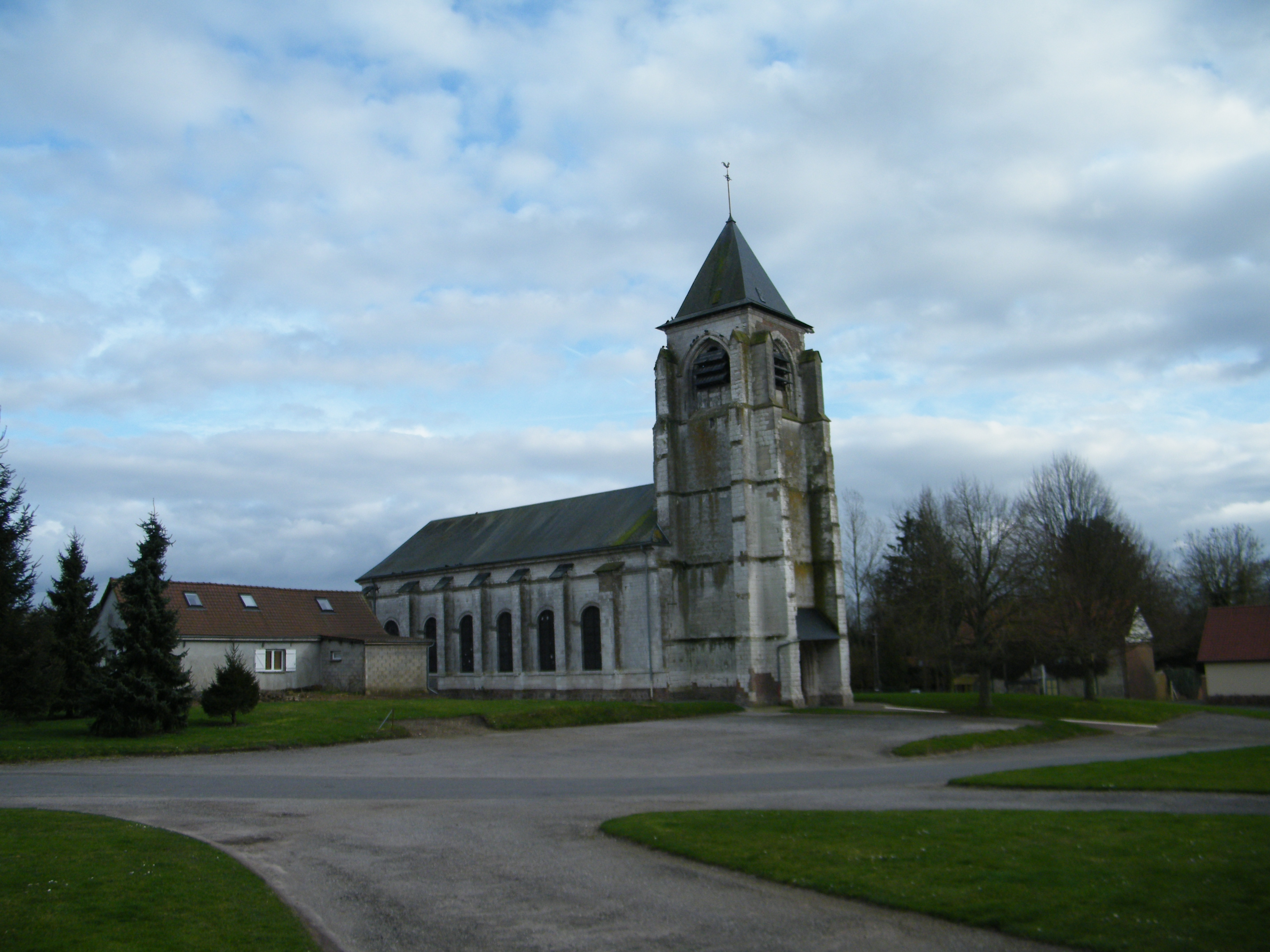
església

El 2007 hi havia 120 habitatges, 103 eren l'habitatge principal de la família, 10 eren segones residències i 7 estaven desocupats. Tots els 119 habitatges eren cases. Dels 103 habitatges principals, 86 estaven ocupats pels seus propietaris, 16 estaven llogats i ocupats pels llogaters i 1 estava cedit a títol gratuït; 6 tenien dues cambres, 12 en tenien tres, 30 en tenien quatre i 55 en tenien cinc o més. 76 habitatges disposaven pel capbaix d'una plaça de pàrquing. A 46 habitatges hi havia un automòbil i a 39 n'hi havia dos o més.

### Piràmide de població

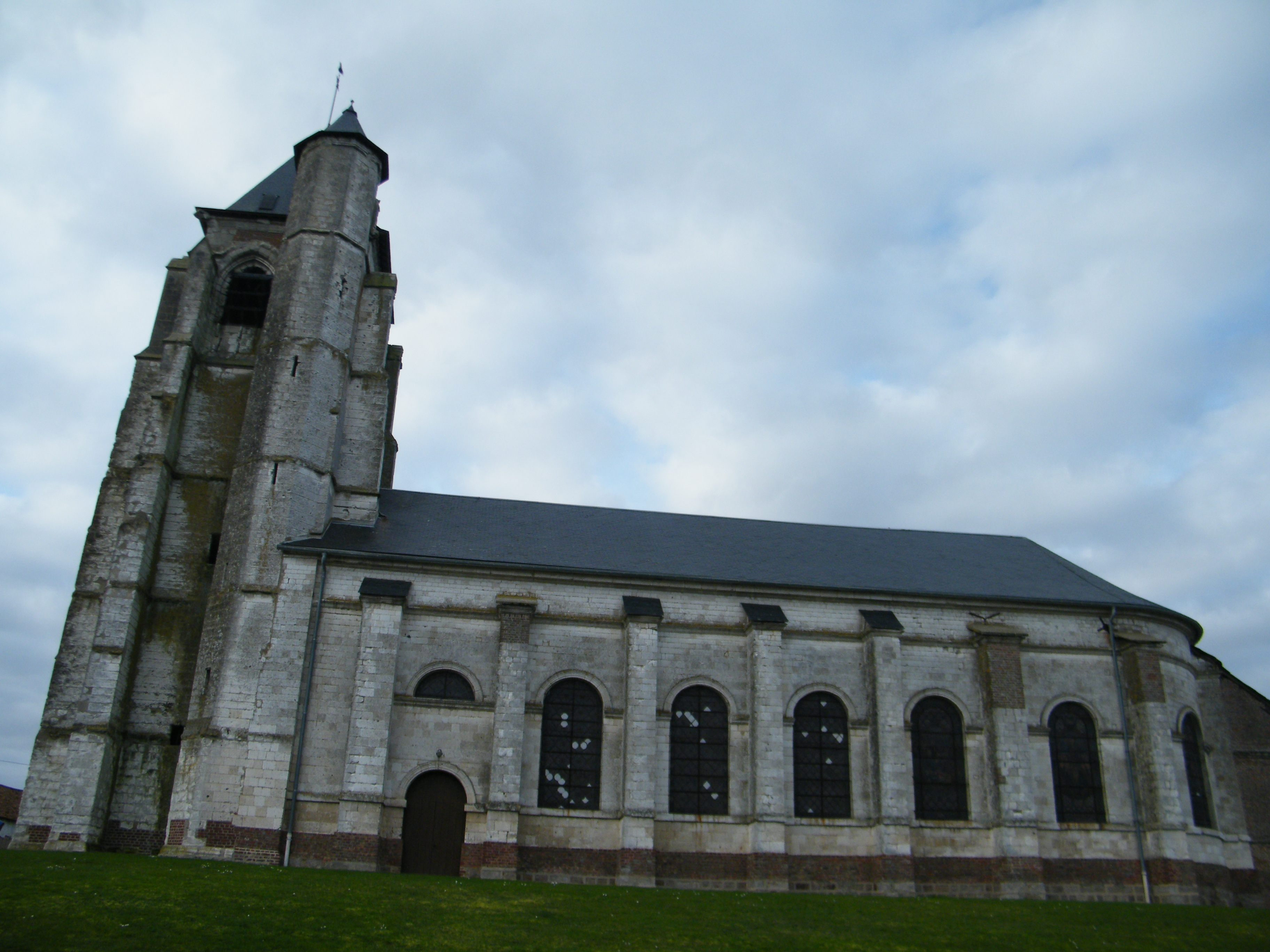

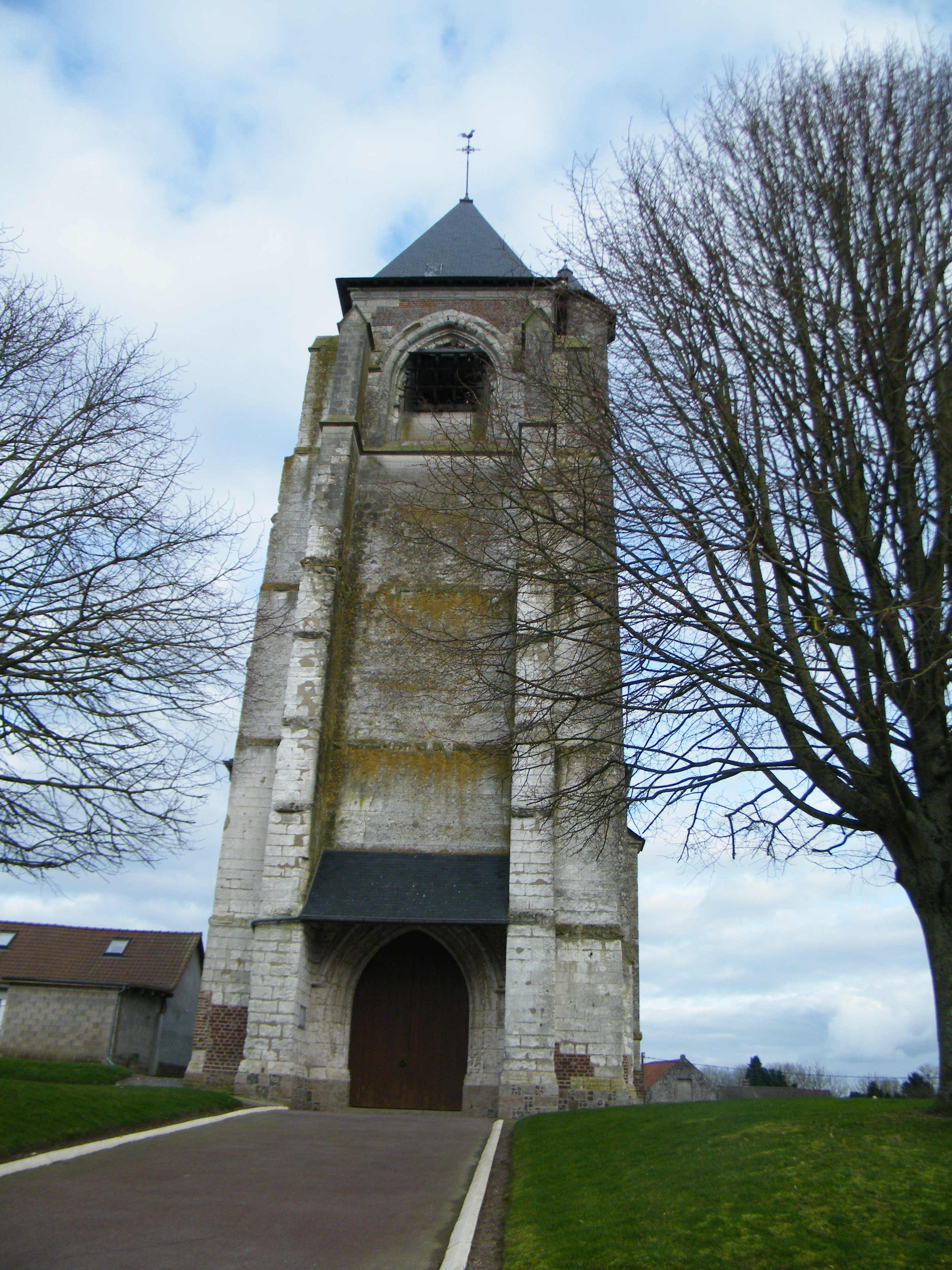

La piràmide de població per edats i sexe el 2009 era:
| Homes | Edats   | Dones |
| ----- | ------- | ----- |
| 0     | 95 o +  | 0     |
| 0     | 90 a 94 | 0     |
| 0     | 85 a 89 | 8     |
| 0     | 80 a 84 | 8     |
| 4     | 75 a 79 | 4     |
| 12    | 70 a 74 | 8     |
| 8     | 65 a 69 | 8     |
| 4     | 60 a 64 | 4     |
| 4     | 55 a 59 | 4     |
| 12    | 50 a 54 | 4     |
| 8     | 45 a 49 | 8     |
| 0     | 40 a 44 | 4     |
| 12    | 35 a 39 | 4     |
| 8     | 30 a 34 | 4     |
| 8     | 25 a 29 | 12    |
| 16    | 20 a 24 | 8     |
| 0     | 15 a 19 | 4     |
| 4     | 10 a 14 | 20    |
| 0     | 5 a 9   | 16    |
| 20    | 0 a 4   | 4     |

## Economia
El 2007 la població en edat de treballar era de 165 persones, 109 eren actives i 56 eren inactives. De les 109 persones actives 98 estaven ocupades (60 homes i 38 dones) i 10 estaven aturades (5 homes i 5 dones). De les 56 persones inactives 10 estaven jubilades, 8 estaven estudiant i 38 estaven classificades com a «altres inactius».

### Ingressos
El 2009 a Yvrench hi havia 99 unitats fiscals que integraven 301 persones, la mediana anual d'ingressos fiscals per persona era de 11.923 €.

### Activitats econòmiques

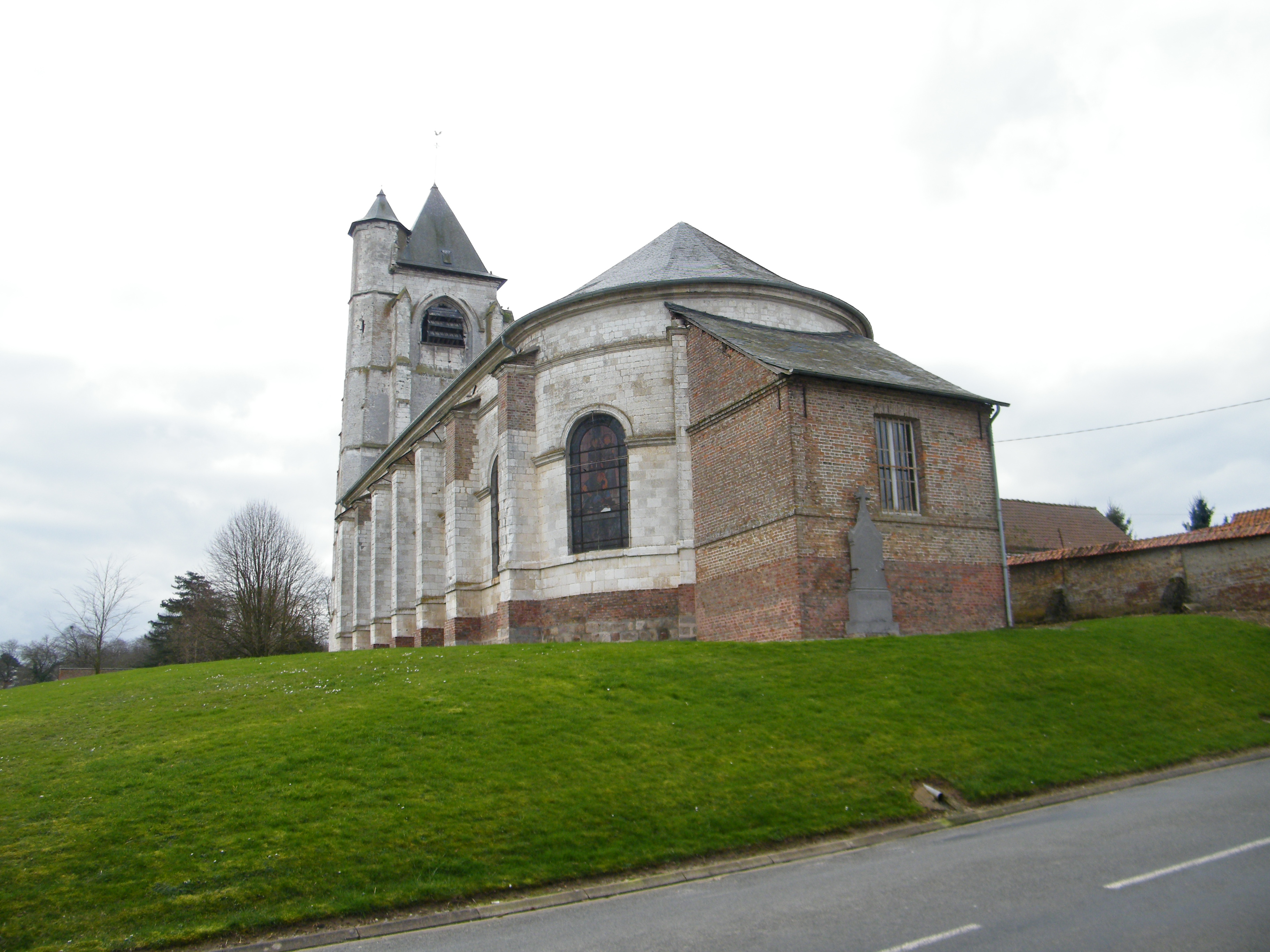

Dels 11 establiments que hi havia el 2007, 1 era d'una empresa extractiva, 1 d'una empresa de fabricació d'altres productes industrials, 3 d'empreses de construcció, 2 d'empreses de comerç i reparació d'automòbils, 1 d'una empresa d'hostatgeria i restauració, 1 d'una empresa immobiliària, 1 d'una empresa de serveis i 1 d'una empresa classificada com a «altres activitats de serveis».
Dels 3 establiments de servei als particulars que hi havia el 2009, 1 era un paleta, 1 fusteria i 1 electricista.
L'any 2000 a Yvrench hi havia 11 explotacions agrícoles.

## Equipaments sanitaris i escolars

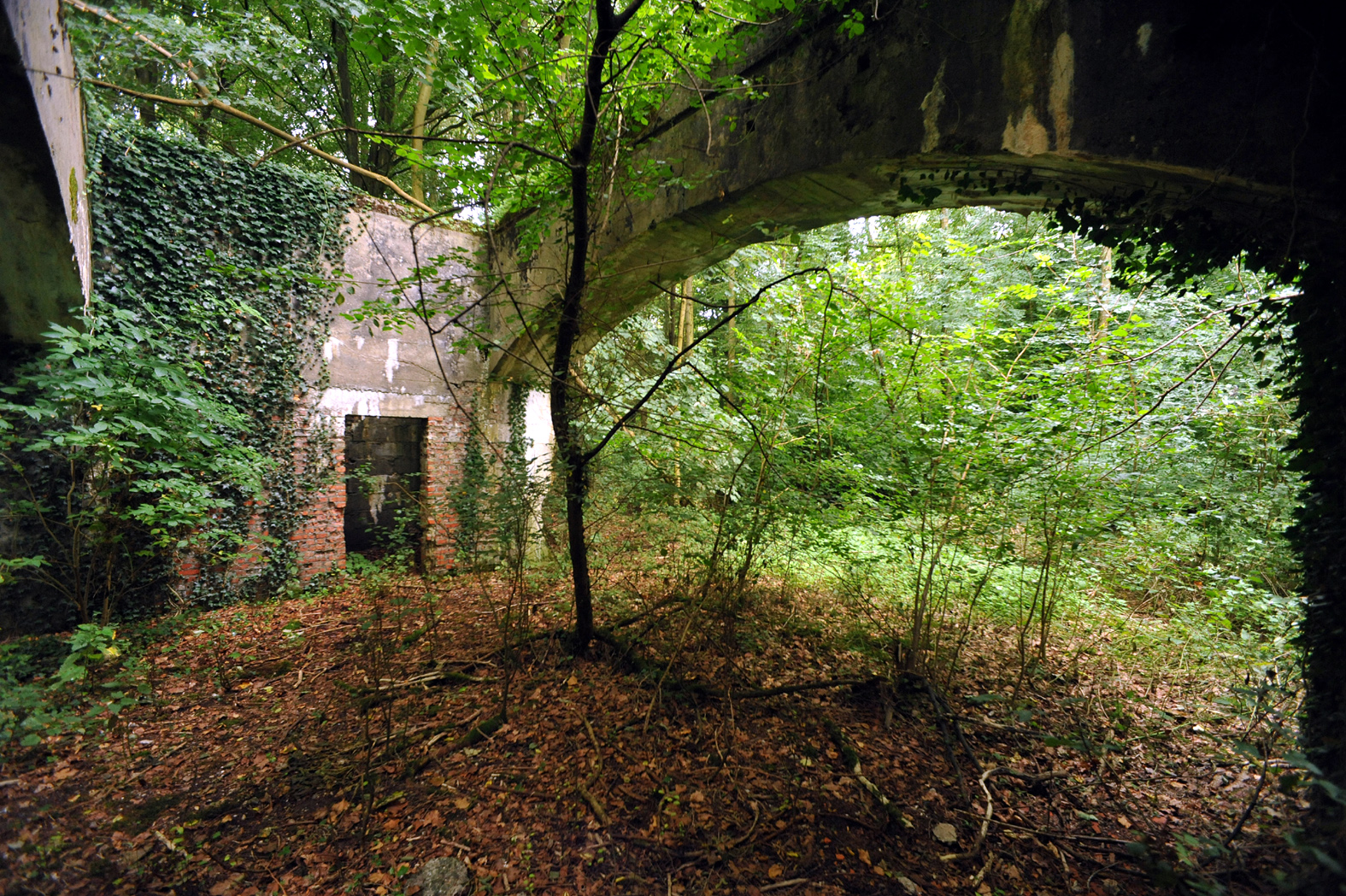

El 2009 hi havia 1 escola elemental i 1 escola elemental integrada dins d'un grup escolar amb les comunes properes formant una escola dispersa.

## Poblacions més properes

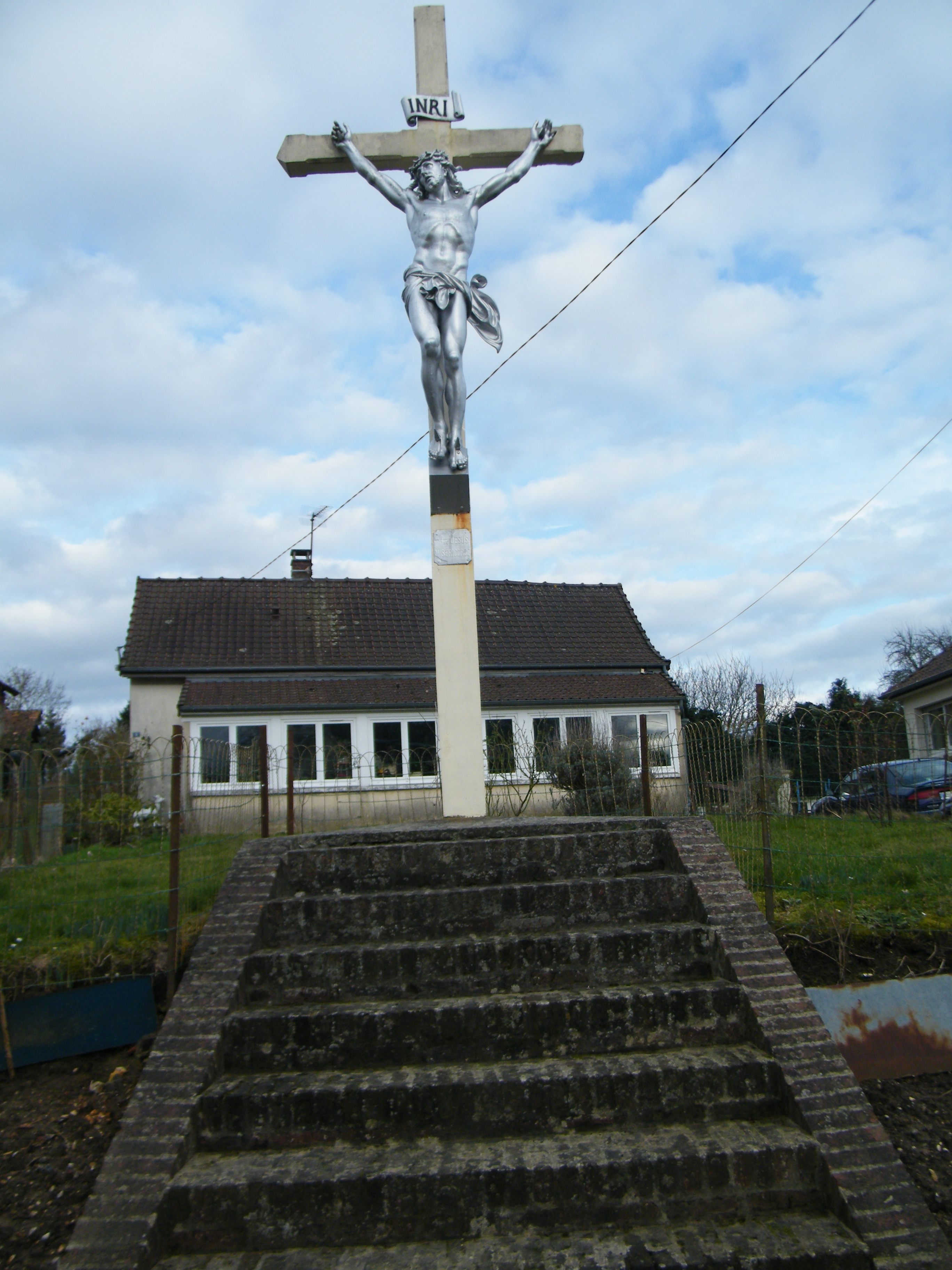

El següent diagrama mostra les poblacions més properes.